# Lista artystów z największą liczbą sprzedanych wydawnictw muzycznych na terenie Stanów Zjednoczonych
Lista 100 najlepiej sprzedających się artystów w Stanach Zjednoczonych, w oparciu o certyfikaty albumów nadane przez RIAA.
Podsumowanie powstało w oparciu o skumulowaną ilość certyfikatów wydawnictw danych artystów i może w niektórych przypadkach nie odzwierciedlać rzeczywistej sprzedaży.
Na liście nie ma m.in. Binga Crosby’ego, który sprzedał ogromne ilości płyt w latach 30.-50., jednak RIAA rozpoczęła przyznawać certyfikaty dopiero w 1952 roku. Na odległej pozycji znalazł się również Frank Sinatra, który mimo iż odnosił sukcesy po 1952 roku, był na szczycie najlepiej sprzedających się artystów w latach wcześniejszych.
| Miejsce | Artysta                         | Narodowość                          | Aktywność | Gatunek                                    | Sprzedaż w milionach |
| ------- | ------------------------------- | ----------------------------------- | --------- | ------------------------------------------ | -------------------- |
| 1       | The Beatles                     | Wielka Brytania                     | 60.-70.   | Rock / Rock psychodeliczny / Rock and Roll | 170                  |
| 2       | Garth Brooks                    | Stany Zjednoczone                   | 80.-00.   | Country                                    | 128                  |
| 3       | Elvis Presley                   | Stany Zjednoczone                   | 50.-70.   | Rock / Pop / Country                       | 119                  |
| 4       | Led Zeppelin                    | Wielka Brytania                     | 60.-80.   | Hard rock / Blues rock                     | 111.5                |
| 5       | The Eagles                      | Stany Zjednoczone                   | 70.-00.   | Rock / Country rock                        | 100                  |
| 6       | Billy Joel                      | Stany Zjednoczone                   | 60.-00.   | Rock                                       | 79.5                 |
| 7       | Michael Jackson                 | Stany Zjednoczone                   | 60.-00.   | Pop / R&B                                  | 76                   |
| 8       | Pink Floyd                      | Wielka Brytania                     | 60.-90.   | Rock psychodeliczny / Rock progresywny     | 74.5                 |
| 9       | Barbra Streisand                | Stany Zjednoczone                   | 60.-00.   | Pop                                        | 71                   |
| 9       | AC/DC                           | Australia                           | 70.-00.   | Hard rock                                  | 71                   |
| 10      | Elton John                      | Wielka Brytania                     | 70.-00.   | Rock                                       | 70                   |
| 11      | George Strait                   | Stany Zjednoczone                   | 80.-00.   | Country                                    | 68                   |
| 12      | Aerosmith                       | Stany Zjednoczone                   | 70.-00.   | Rock                                       | 66.5                 |
| 13      | The Rolling Stones              | Wielka Brytania                     | 60.-00.   | Rock / Blues rock                          | 66                   |
| 14      | Bruce Springsteen               | Stany Zjednoczone                   | 70.-00.   | Rock / Folk                                | 64.5                 |
| 14      | Madonna                         | Stany Zjednoczone                   | 80.-00.   | Pop / Dance                                | 64.5                 |
| 15      | Mariah Carey                    | Stany Zjednoczone                   | 90.-00.   | Pop / R&B                                  | 62.5                 |
| 16      | Metallica                       | Stany Zjednoczone                   | 80.-00.   | Heavy metal                                | 58                   |
| 17      | Van Halen                       | Stany Zjednoczone                   | 70.-00.   | Hard rock                                  | 56.5                 |
| 18      | Whitney Houston                 | Stany Zjednoczone                   | 80.-00.   | Pop / R&B                                  | 54                   |
| 19      | Kenny Rogers                    | Stany Zjednoczone                   | 50.-00.   | Pop / Rock / Country                       | 51                   |
| 20      | U2                              | Irlandia                            | 80.-00.   | Rock / Rock alternatywny                   | 50.5                 |
| 21      | Céline Dion                     | Kanada                              | 80.-00.   | Pop                                        | 50                   |
| 22      | Fleetwood Mac                   | Stany Zjednoczone · Wielka Brytania | 60.-00.   | Rock                                       | 48.5                 |
| 22      | Neil Diamond                    | Stany Zjednoczone                   | 60.-00.   | Pop                                        | 48.5                 |
| 23      | Kenny G                         | Stany Zjednoczone                   | 80.-00.   | Jazz                                       | 48                   |
| 23      | Shania Twain                    | Kanada                              | 90.-00.   | Pop country                                | 48                   |
| 24      | Journey                         | Stany Zjednoczone                   | 70.-00.   | Rock / Pop                                 | 47                   |
| 25      | Alabama                         | Stany Zjednoczone                   | 70.-00.   | Country rock                               | 46                   |
| 26      | Eminem                          | Stany Zjednoczone                   | 90.-00.   | Rap / Hip-                                 | 43.5[2][3]           |
| 26      | Guns N’ Roses                   | Stany Zjednoczone                   | 80.-00.   | Hard rock                                  | 43.5                 |
| 27      | Santana                         | Meksyk                              | 60.-00.   | Rock / Muzyka latynoamerykańska            | 43                   |
| 28      | Eric Clapton                    | Wielka Brytania                     | 60.-00.   | Blues / Blues rock                         | 42.5                 |
| 28      | Alan Jackson                    | Stany Zjednoczone                   | 80.-00.   | Country                                    | 42.5                 |
| 29      | Bob Seger                       | Stany Zjednoczone                   | 60.-00.   | Rock                                       | 41                   |
| 30      | Reba McEntire                   | Stany Zjednoczone                   | 80.-00.   | Country                                    | 40.5                 |
| 31      | Prince                          | Stany Zjednoczone                   | 70.-00.   | R&B / Rock / Funk                          | 39.5                 |
| 32      | Simon & Garfunkel               | Stany Zjednoczone                   | 60.-80.   | Folk / Pop                                 | 38.5                 |
| 33      | Chicago                         | Stany Zjednoczone                   | 60.-00.   | Pop / Rock                                 | 38                   |
| 34      | 2 Pac                           | Stany Zjednoczone                   | 90.       | Rap                                        | 37.5                 |
| 34      | Foreigner                       | Stany Zjednoczone · Wielka Brytania | 70.-00.   | Rock                                       | 37.5                 |
| 35      | Bob Dylan                       | Stany Zjednoczone                   | 60.-00.   | Rock / Folk                                | 37                   |
| 35      | Backstreet Boys                 | Stany Zjednoczone                   | 90.-00.   | Teen pop / Pop                             | 37                   |
| 35      | Rod Stewart                     | Wielka Brytania                     | 70.-00.   | Pop / Rock                                 | 37                   |
| 36      | Willie Nelson                   | Stany Zjednoczone                   | 50.-00.   | Country                                    | 35                   |
| 36      | Def Leppard                     | Wielka Brytania                     | 70.-00.   | Hard rock                                  | 35                   |
| 36      | Tim McGraw                      | Stany Zjednoczone                   | 90.-00.   | Country                                    | 35                   |
| 37      | Bon Jovi                        | Stany Zjednoczone                   | 80.-00.   | Rock                                       | 34                   |
| 37      | Britney Spears                  | Stany Zjednoczone                   | 90.-00.   | Teen pop / Pop / Dance-pop                 | 34                   |
| 38      | Phil Collins                    | Wielka Brytania                     | 80.-00.   | Rock / Rock progresywny                    | 33.5                 |
| 39      | James Taylor                    | Stany Zjednoczone                   | 70.-00.   | Folk / Pop                                 | 33                   |
| 39      | R. Kelly                        | Stany Zjednoczone                   | 90.-00.   | R&B                                        | 33                   |
| 40      | Queen                           | Wielka Brytania                     | 70.-00.   | Rock                                       | 32.5                 |
| 40      | John Denver                     | Stany Zjednoczone                   | 60.-90.   | Pop / Country                              | 32.5                 |
| 40      | The Doors                       | Stany Zjednoczone                   | 60.-70.   | Rock                                       | 32.5                 |
| 41      | Boston                          | Stany Zjednoczone                   | 70.-00.   | Hard rock                                  | 31                   |
| 41      | Dave Matthews Band              | Stany Zjednoczone                   | 90.-00.   | Rock alternatywny                          | 31                   |
| 41      | Pearl Jam                       | Stany Zjednoczone                   | 90.-00.   | Rock / Rock alternatywny                   | 31                   |
| 42      | Dixie Chicks                    | Stany Zjednoczone                   | 80.-00.   | Pop country                                | 30.5                 |
| 43      | Linda Ronstadt                  | Stany Zjednoczone                   | 60.-00.   | Rock / Pop                                 | 30                   |
| 44      | Tom Petty                       | Stany Zjednoczone                   | 60.-00.   | Rock                                       | 29                   |
| 45      | Ozzy Osbourne                   | Wielka Brytania                     | 60.-00.   | Heavy metal / Rock                         | 28.75                |
| 46      | Tom Petty and the Heartbreakers | Stany Zjednoczone                   | 70.-00.   | Rock                                       | 28.5                 |
| 47      | *NSYNC                          | Stany Zjednoczone                   | 90.-00.   | Teen pop                                   | 28                   |
| 47      | Michael Bolton                  | Stany Zjednoczone                   | 80.-00.   | Pop                                        | 28                   |
| 47      | Lynyrd Skynyrd                  | Stany Zjednoczone                   | 60.-00.   | Południowy rock                            | 28                   |
| 47      | Mannheim Steamroller            | Stany Zjednoczone                   | 70.-00.   | New age                                    | 28                   |
| 48      | Barry Manilow                   | Stany Zjednoczone                   | 70.-00.   | Pop                                        | 27.5                 |
| 49      | Boyz II Men                     | Stany Zjednoczone                   | 90.-00.   | R&B                                        | 27                   |
| 49      | Frank Sinatra                   | Stany Zjednoczone                   | 30.-90.   | Pop tradycyjny                             | 27                   |
| 50      | Brooks & Dunn                   | Stany Zjednoczone                   | 90.-00.   | Country                                    | 26.5                 |
| 50      | Enya                            | Irlandia                            | 80.-00.   | New age / Muzyka celtycka                  | 26.5                 |
| 51      | Jay-Z                           | Stany Zjednoczone                   | 80.-00.   | Rap                                        | 26                   |
| 51      | Janet Jackson                   | Stany Zjednoczone                   | 80.-00.   | R&B                                        | 26                   |
| 51      | Bee Gees                        | Wielka Brytania                     | 60.-00.   | Pop / Disco                                | 26                   |
| 51      | Creedence Clearwater Revival    | Stany Zjednoczone                   | 50.-70.   | Rock                                       | 26                   |
| 52      | Faith Hill                      | Stany Zjednoczone                   | 90.-00.   | Country                                    | 25.5                 |
| 53      | Creed                           | Stany Zjednoczone                   | 90.-00.   | Rock                                       | 25                   |
| 53      | ZZ Top                          | Stany Zjednoczone                   | 70.-00.   | Rock / Blues rock / Hard rock              | 25                   |
| 53      | Luther Vandross                 | Stany Zjednoczone                   | 60.-80.   | R&B                                        | 25                   |
| 53      | Nirvana                         | Stany Zjednoczone                   | 80.-90.   | Grunge / Rock alternatywny                 | 25                   |
| 53      | Rush                            | Kanada                              | 70.-00.   | Rock progresywny / Heavy metal             | 25                   |
| 54      | The Carpenters                  | Stany Zjednoczone                   | 60.-80.   | Pop                                        | 24.5                 |
| 54      | Steve Miller Band               | Stany Zjednoczone                   | 60.-90.   | Rock                                       | 24.5                 |
| 55      | Vince Gill                      | Stany Zjednoczone                   | 70.-00.   | Country                                    | 24                   |
| 55      | Toby Keith                      | Stany Zjednoczone                   | 90.-00.   | Country                                    | 24                   |
| 56      | Mötley Crüe                     | Stany Zjednoczone                   | 80.-00.   | Hard rock                                  | 23.5                 |
| 56      | Earth, Wind & Fire              | Stany Zjednoczone                   | 70.-00.   | R&B / Disco                                | 23.5                 |
| 56      | The Cars                        | Stany Zjednoczone                   | 70.-80.   | Pop / New wave                             | 23.5                 |
| 57      | Jimmy Buffett                   | Stany Zjednoczone                   | 60.-00.   | Rock / Pop / Country                       | 23                   |
| 58      | Sade                            | Wielka Brytania                     | 80.-00.   | R&B / Pop                                  | 22.5                 |
| 58      | Jimi Hendrix                    | Stany Zjednoczone                   | 60.-70.   | Rock / Rock psychodeliczny                 | 22.5                 |
| 58      | Green Day                       | Stany Zjednoczone                   | 80.-00.   | Punk rock / Punk pop                       | 22.5                 |
| 58      | The Police                      | Wielka Brytania                     | 70.-80.   | Pop / New wave                             | 22.5                 |
| 58      | Kenny Chesney                   | Stany Zjednoczone                   | 90.-00.   | Country                                    | 22.5                 |
| 59      | OutKast                         | Stany Zjednoczone                   | 90.-00.   | Rap / R&B                                  | 22                   |
| 59      | TLC                             | Stany Zjednoczone                   | 90.-00.   | Rap / R&B / Pop                            | 22                   |
| 59      | Kid Rock                        | Stany Zjednoczone                   | 90.-00.   | Rock / Country / Rap                       | 22                   |
| 59      | Beastie Boys                    | Stany Zjednoczone                   | 80.-00.   | Rap / Punk rock                            | 22                   |